# Charlie et la Chocolaterie, Le Musical
 (décembre 2022).
La mise en forme du texte ne suit pas les recommandations de Wikipédia : il faut le « wikifier ».
Les points d'amélioration suivants sont les cas les plus fréquents :
- Les titres sont pré-formatés par le logiciel. Ils ne sont ni en capitales, ni en gras.
- Le texte ne doit pas être écrit en capitales (les noms de famille non plus), ni en gras, ni en italique, ni en « petit »…
- Le gras n'est utilisé que pour surligner le titre de l'article dans l'introduction, une seule fois.
- L'italique est rarement utilisé : mots en langue étrangère, titres d'œuvres, noms de bateaux, etc.
- Les citations ne sont pas en italique mais en corps de texte normal. Elles sont entourées par des guillemets français : « et ».
- Les listes à puces sont à éviter, des paragraphes rédigés étant largement préférés. Les tableaux sont à réserver à la présentation de données structurées (résultats, etc.).
- Les appels de note de bas de page (petits chiffres en exposant, introduits par l'outil «  Source ») sont à placer entre la fin de phrase et le point final[comme ça].
- Les liens internes (vers d'autres articles de Wikipédia) sont à choisir avec parcimonie. Créez des liens vers des articles approfondissant le sujet. Les termes génériques sans rapport avec le sujet sont à éviter, ainsi que les répétitions de liens vers un même terme.
- Les liens externes sont à placer uniquement dans une section « Liens externes », à la fin de l'article. Ces liens sont à choisir avec parcimonie suivant les règles définies. Si un lien sert de source à l'article, son insertion dans le texte est à faire par les notes de bas de page.
- La présentation des références doit suivre les conventions bibliographiques. Il est recommandé d'utiliser les modèles {{Ouvrage}}, {{Chapitre}}, {{Article}}, {{Lien web}} et/ou {{Bibliographie}}. Le mode d'édition visuel peut mettre en forme automatiquement les références.
- Insérer une infobox (cadre d'informations à droite) n'est pas obligatoire pour parachever la mise en page.

Pour une aide détaillée, merci de consulter Aide:Wikification.
Si vous pensez que ces points ont été résolus, vous pouvez retirer ce bandeau et améliorer la mise en forme d'un autre article.
Pour les articles homonymes, voir Charlie et la Chocolaterie (homonymie).
Charlie et la Chocolaterie, le Musical (Charlie and the Chocolate Factory) est une comédie musicale basée sur le roman pour enfants du même nom de 1964 de Roald Dahl, avec un livret de David Greig, des musiques de Marc Shaiman et des paroles de Shaiman et Scott Wittman.
Mis en scène par Sam Mendes, la comédie musicale est créée dans le West End au Théâtre de Drury Lane en juin 2013 et dure 3 ans et 7 mois avant de se terminer le 7 janvier 2017. En 2013, la production bat le record de ventes hebdomadaires de billets à Londres. Tout en recevant des critiques mitigées, le spectacle remporte deux Laurence Olivier Awards en 2014 pour la meilleure conception de costumes et la meilleure conception d'éclairage. Le spectacle est retravaillé pour une production à Broadway en avril 2017 au Lunt-Fontanne Theatre et dure près de neuf mois avant de fermer en janvier 2018. Une tournée américaine débute le 21 septembre 2018 à Shea's Performing Arts Center à Buffalo, New York et une tournée australienne au Capitol Theatre le 11 janvier 2019. Une deuxième tournée américaine est lancée le 1er janvier 2020 à Miami, en Floride. La version Broadway de la comédie musicale est acquise pour les droits de licence en Amérique du Nord, en Europe et en Australie par Music Theatre International.
La production originale française est mise en scène par Philippe Hersen au Théâtre Marigny et Théâtre du Gymnase Marie Bell en 2021. Le spectacle est sous la direction musicale de Philippe Gouadin. Les paroles sont adaptées par Ludovic-Alexandre Vidal. La troupe part en tournée en 2023.

## Contexte
La comédie musicale est basée sur le roman pour enfants de 1964 de Roald Dahl. Les producteurs font une première lecture du premier acte du spectacle à New York en mai 2010, avec l'intention d'ouvrir à Londres l'année suivante,,.
Officiellement confirmé le 18 juin 2012, les producteurs annoncent que le spectacle jouera au London Palladium à partir de mai 2013, avec des billets mis en vente en octobre 2012, avant que le lieu ne soit ensuite changé pour le Théâtre de Drury Lane,.
Le livret est écrit par le dramaturge David Greig avec une partition originale composée par Marc Shaiman et des paroles de Scott Wittman et Shaiman. La production est mise en scène par Sam Mendes, avec une chorégraphie de Peter Darling avec l'aide de Brandon Duncan, la scénographie de Mark Thompson et la conception d'éclairage de Paul Pyant.
Le spectacle présente une version plus contemporaine de l'histoire originale,. Lors des avant-premières, de nombreux changements sont apportés, notamment l'ajout du grand ascenseur en verre.

## Productions

### Production originale à Londres
Charlie et la chocolaterie commence ses avant-premières le 17 mai 2013, au Théâtre de Drury Lane, à Londres, avant de tenir sa soirée d'ouverture officielle le 25 juin 2013,,,. Les avant-premières du spectacle sont retardées de cinq jours jusqu'au 22 mai, en raison de « problèmes imprévus dans la livraison d'un morceau d'ingénierie scénique par un entrepreneur »,. Peu de temps après la soirée d'ouverture, les producteurs de l'émission prolongnt la période de réservation jusqu'en mai 2014, avec une nouvelle prolongation jusqu'en novembre 2014, après des ventes de billets d'environ 300 000 jusqu'en octobre 2013. En février 2015, la réservation de production se prolonge jusqu'au 3 décembre 2016. Le premier changement majeur de distribution a lieu en mai 2014, Alex Jennings remplace Douglas Hodge dans le rôle de Willy Wonka. En mai 2015, un deuxième changement de distribution a lieu, avec Jonathan Slinger dans ce même rôle.
Le 23 février 2016, les producteurs prolongent la réservation jusqu'en janvier 2017. La production se termine le 7 janvier 2017.

### Production originale à Broadway
Une version retravaillée du spectacle ouvre ses portes à Broadway au printemps 2017 avec des changements, notamment une nouvelle mise en scène de Jack O'Brien, une nouvelle chorégraphie de Josh Bergasse et une nouvelle scénographie du designer original Mark Thompson. En raison d'autres engagements, Mendes reste en tant que producteur uniquement, mais participe à la sélection du remplaçant d'O'Brien en tant que metteur en scène. O'Brien a déclaré que la partition rendrait hommage aux chansons de Leslie Bricusse/Anthony Newley écrites pour le film de 1971 et comporterait également les chansons écrites par Shaiman et Wittman. En août 2016, O'Brien confirme que "The Candy Man" et "Pure Imagination" seraient inclus dans la comédie musicale.
Le 9 mai 2016, les producteurs ont annoncé que le spectacle ouvrirait au Lunt-Fontanne Theatre avec Christian Borle dans le rôle de Willy Wonka, Jake Ryan Flynn, Ryan Foust et Ryan Sell dans celui de Charlie Bucket, John Rubinstein dans celui de Grandpa Joe, Emily Padgett dans celui de Mrs. Bucket, Jackie Hoffman pour Mme Teavee, Kathy Fitzgerald pour Mme Gloop, Alan H. Green pour M. Beauregarde, Trista Dollison dans le rôle de Violet Beauregarde, Ben Crawford pour M. Salt, Mike Wartella pour Mike Teavee, Emma Pfaeffle pour Veruca Salt et F. Michael Haynie dans le rôle d'Augustus Gloop,. Les avant-premières ont commencé le 28 mars 2017 avec la soirée d'ouverture le 23 avril 2017. Les critiques de la production étaient mitigées à négatives, certains critiques citant la mauvaise mise en scène et la restructuration de l'histoire comme principaux problèmes.
Pour cette production, les personnages d'Augustus Gloop, Violet Beauregarde, Veruca Salt et Mike Teavee sont interprétés par des acteurs adultes, contrairement aux enfants acteurs de la production londonienne, tandis que le personnage de Charlie est toujours interprété par un enfant acteur.
Le 15 novembre 2017, les producteurs ont annoncé que la production se terminerait le 14 janvier 2018, après 27 avant-premières et 305 représentations.

### Tournées nationales américaines
La première tournée nationale de Charlie et de la chocolaterie a été créée le 21 septembre 2018 à Buffalo, New York, au Shea's Performing Arts Center. C'était une réplique de la production de Broadway, avec un décor mis à jour, utilisant principalement plusieurs écrans LED autour de la scène. Le spectacle mettait en vedette Noah Weisberg dans le rôle de Willy Wonka, James Young dans le rôle de grand-père Joe et Amanda Rose dans le rôle de Mme Bucket, le rôle de Charlie étant alterné entre Henry Boshart, Collin Jeffery et Rueby Wood. La production s'est terminée le 13 octobre 2019 à Tampa, en Floride.
La 2e tournée nationale a débuté à Miami, en Floride, en janvier 2020, avec des acteurs non-equity. Willy Wonka a été joué par Cody Garcia, grand-père Joe a été joué par Steve McCoy, Mme Bucket a été jouée par Caitlin Lester-Sams et le rôle de Charlie Bucket a alterné entre Brody Bett et Ryan Umbarila. La 2e tournée nationale a eu une autre mise à jour sur la conception des décors, en utilisant un écran de projection LED au lieu de plusieurs. Cette tournée a pris une pause en mars 2020 (alors qu'elle était à Grand Rapids, Michigan), en raison de la pandémie de COVID-19. La 2e tournée nationale a repris le 12 octobre 2021 à Syracuse, New York. En tant que Charlie Bucket, les trois garçons alternant le rôle étaient Kai Edgar, Coleman Simmons et William Goldsman. La tournée s'est terminée le 19 juin 2022 à Salt Lake City, Utah, au Eccles Theatre.

### Tournée australienne
Des avant-premières de la première australienne de la comédie musicale ont eu lieu au Capitol Theatre de Sydney le 5 janvier 2019 et ont débuté le 11. La comédie musicale est une réplique de la tournée américaine. Le 13 octobre, le casting principal a été annoncé et comprend l'acteur américain Paul Slade Smith (qui a joué le grand-père George dans le casting original à Broadway) dans le rôle de Willy Wonka aux côtés des acteurs australiens Tony Sheldon dans le rôle de grand-père Joe et Lucy Maunder dans le rôle de Mme Bucket. À Sydney, le rôle de Charlie était partagé entre Tommy Blair, Ryan Yates, Xion Jarvis et Oliver Alkhair. Après avoir terminé à Sydney le dimanche 28 juillet, le spectacle a été transféré à Melbourne en août 2019 au Her Majesty's Theatre. Le spectacle devait initialement se rendre à Brisbane en mars 2020 au Lyric Theatre, mais a été reporté en raison de la pandémie de COVID-19. Le spectacle a rouvert à Brisbane le 2 septembre 2021. Stephen Anderson, qui jouait auparavant M. Salt dans la production, a repris le rôle de Willy Wonka. La tournée a fait sa dernière étape à Perth en novembre 2021.

### Tournée au Royaume-Uni et en Irlande
La comédie musicale a eu sa première régionale au Royaume-Uni au Leeds Playhouse du 18 novembre 2022 au 28 janvier 2023 dans une nouvelle production mise en scène par James Brining et conçue par Simon Higlett. La production fera ensuite une tournée au Royaume-Uni et en Irlande à partir de février 2023. Le casting a été annoncé le 26 septembre 2022 avec Gareth Snook dans le rôle de Willy Wonka.

### Production française
En novembre 2019, Alexandre Piot annonce qu'une production française de Charlie et la chocolaterie est prévue à Paris le 23 septembre 2020 au Théâtre du Gymnase Marie-Bell, avec Arnaud Denissel dans le rôle de Willy Wonka. Comme la production londonienne, les cinq enfants sont tous joués par des enfants acteurs. Charlie était interprété par Mathias Marzac, Gaspard Esteve ou Grégoire Dutailly, Romain Hartmann ou Adam Seddouki dans le rôle d'Augustus Gloup, Zoé Poggi ou Enaëlle Dion dans le rôle de Veruca Sel, Lohi Coffinot ou Antoine Degout dans le rôle de Mike Teavee, Ethel Glasson ou Cassiopée Mayance dans le rôle de Violette Beauregard, Grégory Amsis dans le rôle de Jerry, Charlyne Ribul Conte dans le rôle de Cherry, Yoann Launay dans le rôle de M. Beauregard, Jean-Baptiste Schmitt dans le rôle de M. Sel, Pauline Hoffmann dans le rôle de Mme Gloup, Armonie Coiffard dans le rôle de Mme Teavee, Jean-Pierre Duclos dans le rôle de Papy Joe et Marlène Connan dans le rôle de Mme Bucket.
Le spectacle a été adapté par Philippe Hersen et Ludovic-Alexandre Vidal. La direction musicale de Philippe Gouadin, une mise en scène de Philippe Hersen et des chorégraphies de Cécile Chaduteau.
En raison de la pandémie de COVID-19, le spectacle a été reporté. Le spectacle a débuté le 31 octobre 2021. Le spectacle a déménagé au Théâtre Marigny le 18 février 2022 et s'est terminé le 9 avril 2022.

### Autres productions internationales

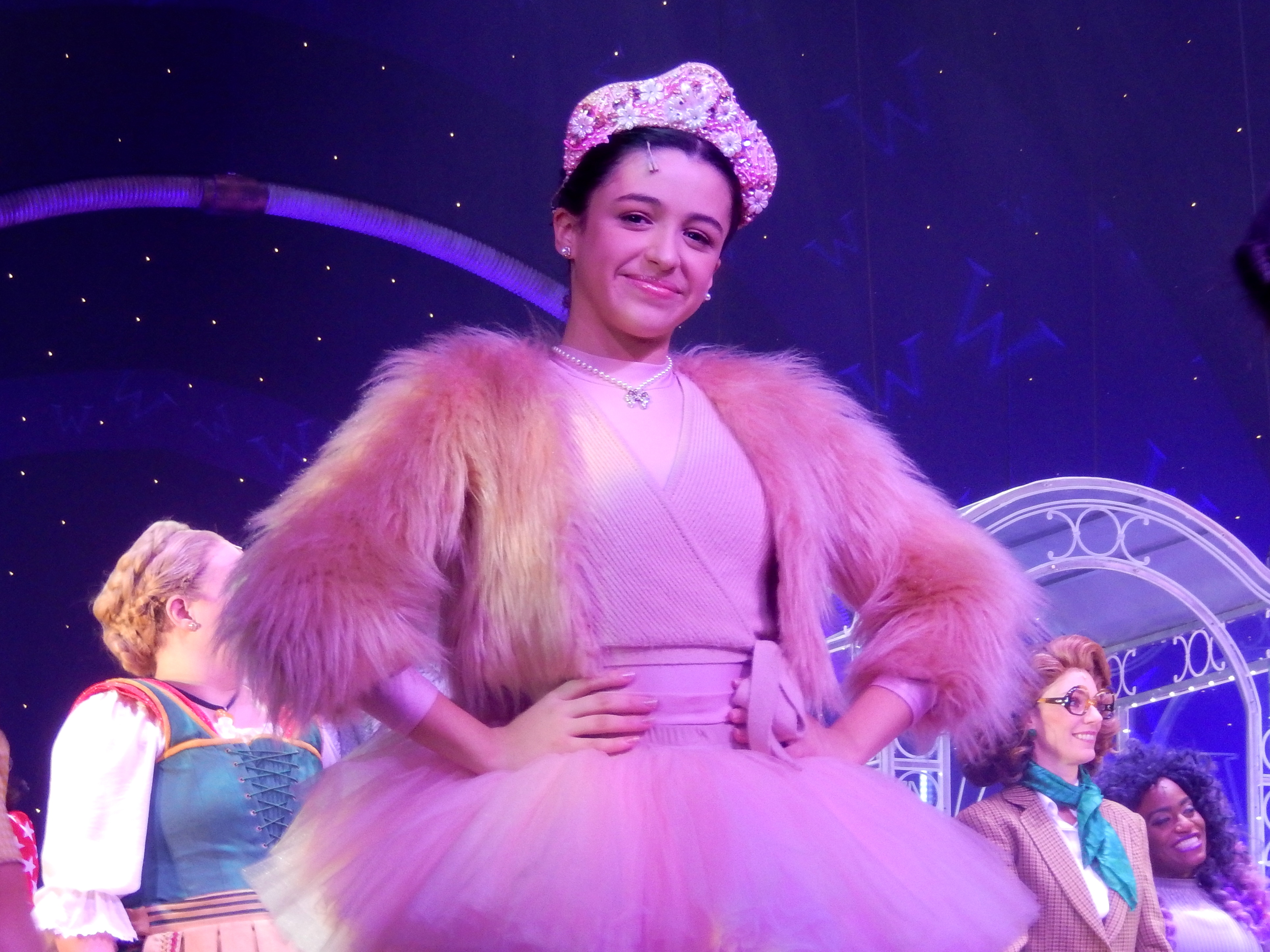
Anna Luiza Cuba dans le rôle de Veruca Sal dans l'adaptation au Brésil en 2021.

La première production non anglaise de Charlie et la chocolaterie a ouvert ses portes le 8 novembre 2019 à La Fabbrica del Vapore à Milan, en Italie. Le spectacle s'est terminée le 23 février 2020, en raison de la pandémie de coronavirus.
Une production norvégienne du spectacle a débuté le 9 novembre 2019 au Det Norske Teatret.
Une production brésilienne a été annoncée en novembre 2019, produite par Atelier de Cultura. Cleto Baccic incarne Willy Wonka. Les cinq enfants sont joués par des enfants acteurs, comme dans la production originale de Londres. Le spectacle devait initialement ouvrir en mars 2020, au Teatro Alfa de São Paulo. Cependant, en raison de la pandémie de coronavirus, la saison a été reportée. Le spectacle a finalement débuté le 17 septembre 2021 au Teatro Renault. La production s'est terminée le 19 décembre 2021.
Une production danoise a débuté au Aarhus Theatre le 6 mai 2021. Simon Mathew a joué Willy Wonka et Anders Baggesen a joué Grand-père Joe, tandis que le rôle de Charlie était partagé entre Bertram Jarkilde et Oskar Mehlbye. La production s'est terminée au théâtre d'Aarhus le 19 juin 2021. Le spectacle a été transféré au Østre Gasværk Teater le 11 février 2022 avec Cartsen Svendsen dans le rôle de Willy Wonka, aux côtés de Kurt Ravn dans le rôle de grand-père Joe et Bertram Hasforth Klem et Bertram Jarkilde partageant le rôle de Charly. La production a pris fin le 10 avril 2022.
En juin 2020, Deep Bridge a annoncé une production flamande de Charlie et la chocolaterie avec Nordin De Moor dans le rôle de Willy Wonka. Initialement prévue pour décembre 2021, cette production devrait ouvrir le 11 décembre 2022.
Une production néerlandaise de Charlie and the Chocolate Factory fera une tournée aux Pays-Bas à partir du 26 août 2022 au Zaantheater. Tout comme la production du West End, les cinq enfants sont joués par des enfants acteurs. En juillet 2022, il a été annoncé que Remko Vridag jouera Willy Wonka.
Une production espagnole a débuté le 22 septembre 2022 à l'Espacio Ibercaja Delicias de Madrid, avec Edu Soto dans le rôle de Willy Wonka.